# Goddess in the Doorway
Albums de Mick Jagger
Wandering Spirit
(1993) The Very Best of Mick Jagger
(2007)
Singles
1. God Gave Me Everything
Sortie : 2001
2. Visions of Paradise
Sortie : 2002

Goddess in the Doorway est le quatrième album solo de Mick Jagger, chanteur des Rolling Stones, sorti le 19 novembre 2001 sur le label Virgin Records.

## Liste des titres
Toutes les chansons sont écrites et composées par Mick Jagger sauf mentions.
| No  | Titre | Auteur                                     | Durée |
| --- | --- | ------------------------------------------ | ----- |
| 1.  | Visions of Paradise | - Mick Jagger - Rob Thomas - Matt Clifford | 4:02  |
| 2.  | Joy (featuring Bono) |                                            | 4:41  |
| 3.  | Dancing in the Starlight | - Jagger - Clifford                        | 4:06  |
| 4.  | God Gave Me Everything | - Jagger - Lenny Kravitz                   | 3:34  |
| 5.  | Hide Away |                                            | 4:31  |
| 6.  | Don't Call Me Up |                                            | 5:14  |
| 7.  | Goddess in the Doorway | - Jagger - Clifford                        | 4:56  |
| 8.  | Lucky Day |                                            | 4:51  |
| 9.  | Everybody Getting High |                                            | 3:55  |
| 10. | Gun | - Jagger - Clifford                        | 4:39  |
| 11. | Too Far Gone |                                            | 4:34  |
| 12. | Brand New Set of Rules (un morceau caché, Goddess in the Doorway (Cocktail Version), commence après 2 minutes 56 secondes de silence) |                                            | 7:39  |

Titre bonus de l'édition japonaise
| No  | Titre                        | Durée |
| --- | ---------------------------- | ----- |
| 13. | If Things Could Be Different | 4:49  |

## Musiciens
- Mick Jagger – chant, guitare acoustique et électrique, guitare slide, harmonica, percussions, chœurs
- Bono – chant sur Joy
- Mike Dolan, Milton McDonald – guitare
- Craig Ross – guitare 12 cordes, guitare acoustique
- Kyle Cook – guitare sur Visions of Paradise
- Lenny Kravitz – guitare électrique, basse, batterie, tambourin et chœurs sur God Gave Me Everything'
- Pete Townshend – guitare sur Joy et Gun
- Wyclef Jean – guitare électrique et guitare espagnole sur Hide Away
- Joe Perry – guitare sur Everybody Getting High et Too Far Gone
- Marti Frederiksen– guitare électrique et acoustique, batterie, chœurs, programmations
- Jerry Duplessis, Phil Spalding, Christian Frederickson – basse
- Matt Clifford – piano, orgue Hammond, piano Rhodes, mellotron, synthétiseur, chœurs, programmations
- Robert Aaron – claviers, cuivres, flûte
- Kenny Aronoff, Jim Keltner, Ian Thomas – batterie
- Martin Heyes – programmation batterie électronique
- Lenny Castro, Paul Clarvis – percussions
- Steve Knightley – violoncelle
- Chris White – saxophone ténor
- Mikal Reid – trompette, programmations
- Steve Sidwell – trompette
- Neil Sidwell – trombone
- Elizabeth Jagger et Georgia May Jagger – chœurs sur Brand New Set of Rules
- Rob Thomas – chœurs sur Visions of Paradise
- Ruby Turner – chœurs

## Classements hebdomadaires
| Classement (2001)             | Meilleure position |
| ----------------------------- | ------------------ |
| Allemagne (Media Control AG)  | 2                  |
| Autriche (Ö3 Austria Top 40)  | 3                  |
| Belgique (Flandre Ultratop)   | 23                 |
| Belgique (Wallonie Ultratop)  | 25                 |
| Danemark (Tracklisten)        | 14                 |
| États-Unis (Billboard 200)    | 39                 |
| France (SNEP)                 | 12                 |
| Italie (FIMI)                 | 19                 |
| Norvège (VG-lista)            | 8                  |
| Pays-Bas (Mega Album Top 100) | 11                 |
| Royaume-Uni (UK Albums Chart) | 44                 |
| Suède (Sverigetopplistan)     | 5                  |
| Suisse (Schweizer Hitparade)  | 8                  |

## Certifications
| Pays             | Certification | Unités certifiées |
| ---------------- | ------------- | ----------------- |
| Allemagne (BVMI) | Or            | 150 000           |
| Royaume-Uni (BPI | Argent        | 60 000            |